# أمبوك جاوي
أمبوك جاوي (الاسم العلمي:Ompok javanensis) هو نوع من الأسماك يتبع جنس الأمبوك من فصيلة السلوريات.